# 11231 Schiavo
11231 Schiavo este o planetă minoră (asteroid), cu un diametru de 4,864 km, din centura de asteroizi. A fost descoperită pe 10 mai 1999 la Magdalena Ridge Observatory⁠(d) de Lincoln Near-Earth Asteroid Research. 
Obiectul prezintă o orbită caracterizată de o semiaxă mare de 2,2782187 UAi, o excentricitate de 0,13, o înclinație de 4,95719 ° în raport cu ecliptica.